# Міжнародна федерація шахів
Міжнародна федерація шахів (ФІДЕ; фр. Fédération internationale des échecs, FIDE) — міжнародна організація шахістів. Створена у Парижі 20 липня 1924 року під час проведення Літніх Олімпійських ігор 1924. Має прапор, гімн і девіз — «Gens una sumus» (лат. Усі ми одна сім'я). Штаб-квартира розташована у м. Лозанна (Швейцарія).
Країни-засновниці: Аргентина, Бельгія, Велика Британія, Голландія, Іспанія, Італія, Канада, Польща, Румунія, Фінляндія, Франція, Угорщина, Чехословаччина, Швейцарія та Югославія. СРСР ступив до федерації в 1947 році. Багато нових федерацій влилося до ФІДЕ у 1960-х роках. Це були переважно країни Азії, Африки та Латинської Америки. У 1987 р. об'єднувала 125 країн світу. У 2008 році членами ФІДЕ були понад 160 національних шахових федерацій. Федерація шахів України вступила до ФІДЕ в 1992 році.
До 1939 р. Міжнародна шахова федерація займалася переважно організацією проведення Всесвітніх шахових олімпіад («Турнірів націй») й чемпіонатів світу серед жінок (з 1927). З 1950 присвоює звання міжнародних гросмейстерів серед чоловіків, з 1976 — серед жінок. Після 1947-го взяла під свій контроль проведення матчів за титул чемпіона світу серед чоловіків. З 1980 — член ЮНЕСКО.
У червні 2024 року ФІДЕ тимчасово виключила Росію зі свого складу через те, що країна організовувала шахові турніри на окупованих територіях України і не дотримувалася політичного нейтралітету.

## Президенти ФІДЕ
| Ім'я                 | Роки      | Країна     |
| -------------------- | --------- | ---------- |
| Александр Рюб        | 1924—1939 | Нідерланди |
| Ауґусто де Муро      | 1939—1946 | Аргентина  |
| Александр Рюб        | 1946—1949 | Нідерланди |
| Фолке Рогард         | 1949—1970 | Швеція     |
| Макс Ейве            | 1970—1978 | Нідерланди |
| Фрідрік Олафссон     | 1978—1982 | Ісландія   |
| Флоренсіо Кампоманес | 1982—1995 | Філіппіни  |
| Кірсан Ілюмжинов     | 1995—2018 | Росія      |
| Аркадій Дворкович    | з 2018    | Росія      |